# Остроски, Давид
Дави́д Остро́ски Ви́ноград (исп. David Ostrosky Winograd; 13 сентября 1956, Мехико — 17 августа 2023, Мехико) — мексиканский актёр. 

## Биография
Родился 13 сентября (по другим данным 1 декабря) 1956 года в Мехико, в семье еврейских иммигрантов Педро Остроского Авруцкого (1924—1971, уроженца Киева) и Гени Виноград (1930—1965); семья отца эмигрировала в Мексику в 1928 году. Российскому зрителю наиболее известен благодаря работам в мексиканских теленовеллах «Дикая Роза», «Просто Мария», «Марисоль», «Однажды у нас вырастут крылья».
В конце 2022 года у актёра была обнаружена саркома мягких тканей, после курса химотерапии у него была ампутирована рука, чтобы метастазы не перекинулись дальше.
Скончался 17 августа 2023 года в возрасте 66 лет от саркомы.

## Семья
Жена — актриса Белинда Сломянски (исп. Belinda Slomianski de Ostrosky). Дети — Ариела Остроски де Гольдштейн (исп. Ariela Ostrosky de Goldstein, род. 1985), Педро Остроски (род. 1987) и Аарон Остроски (род. 1989).

## Фильмография (избранное)

### Сериалы телекомпанииTelevisa
- 1986 — «Марионетки / Marionetas»
- 1987 — «Дикая Роза / Rosa salvaje» — Карлос Манрике (на русский язык дублировал актёр Юрий Саранцев)
- 1989 — «Тереза / Teresa» — Вилли
- 1989 — «Карусель / Carrusel» — Исаак
- 1989 — «Просто Мария» — Родриго Пенальберт, граф Д'Аренсо (на русский язык дублировал актёр Владислав Ковальков)
- 1992 — «Мария Мерседес / Maria Mercedes»
- 1993 — «Валентина / Valentina» — Диего
- 1995 — «Мария из предместья / Maria la del barrio» — Забала
- 1996 — «Марисоль» — Мариано Руис
- 1996 — «Зажжённый факел / La antorcha encendida» — Хосе Мариано Абасоло
- 1997 — «Однажды у нас вырастут крылья / Alguna vez tendremos alas» — доктор Рикардо Агилера
- 2005-2006 — «Альборада / Alborada» — Агустин де Корса
- 2008 — «Во имя любви / En nombre del amor» — доктор Родольфо Бермудес
- 2010 — «Моя хозяйка / Soy tu dueña» — Моисес Макотела
- 2012 — «Рай для любви / Un refugio para el amor» — Клаудио Линарес